# Grünsee (Arosa)
Grünsee (auch: Grüensee, Grüenseeli) ist der Name zweier Bergseen bei Arosa in Graubünden, Schweiz.

## Lage
Die Grünseen liegen in einem historischen, bewaldeten Bergsturzgebiet zwischen der Furggaalp und den Furggahörnern, rund 100 Höhenmeter oberhalb des vom Stausee Arosa nach Medergen führenden Schanfigger Höhenwegs.

## Unterer Grünsee
Der Untere Grünsee ist ein Bergrutsch-Nackensee auf 1811 m. Er ist von einer kleinen Moräne umgeben. Aufgrund seiner etwas versteckten Lage mitten im Nadelwald erscheint das Wasser tiefgrün gefärbt. Auf dem Seegrund liegen diverse, teils verschlammte Fichtenstämme. Das Seewasser ist äusserst klar, sodass man die zahlreichen Forellen gut beobachten kann. Des Öfteren kann man hier selbst im Herbst noch Kaulquappen schwimmen sehen, während an Ober-, Unter- und Schwarzsee die Jungfrösche bereits Ende Juli am Ufer herumhüpfen.

## Oberer Grünsee

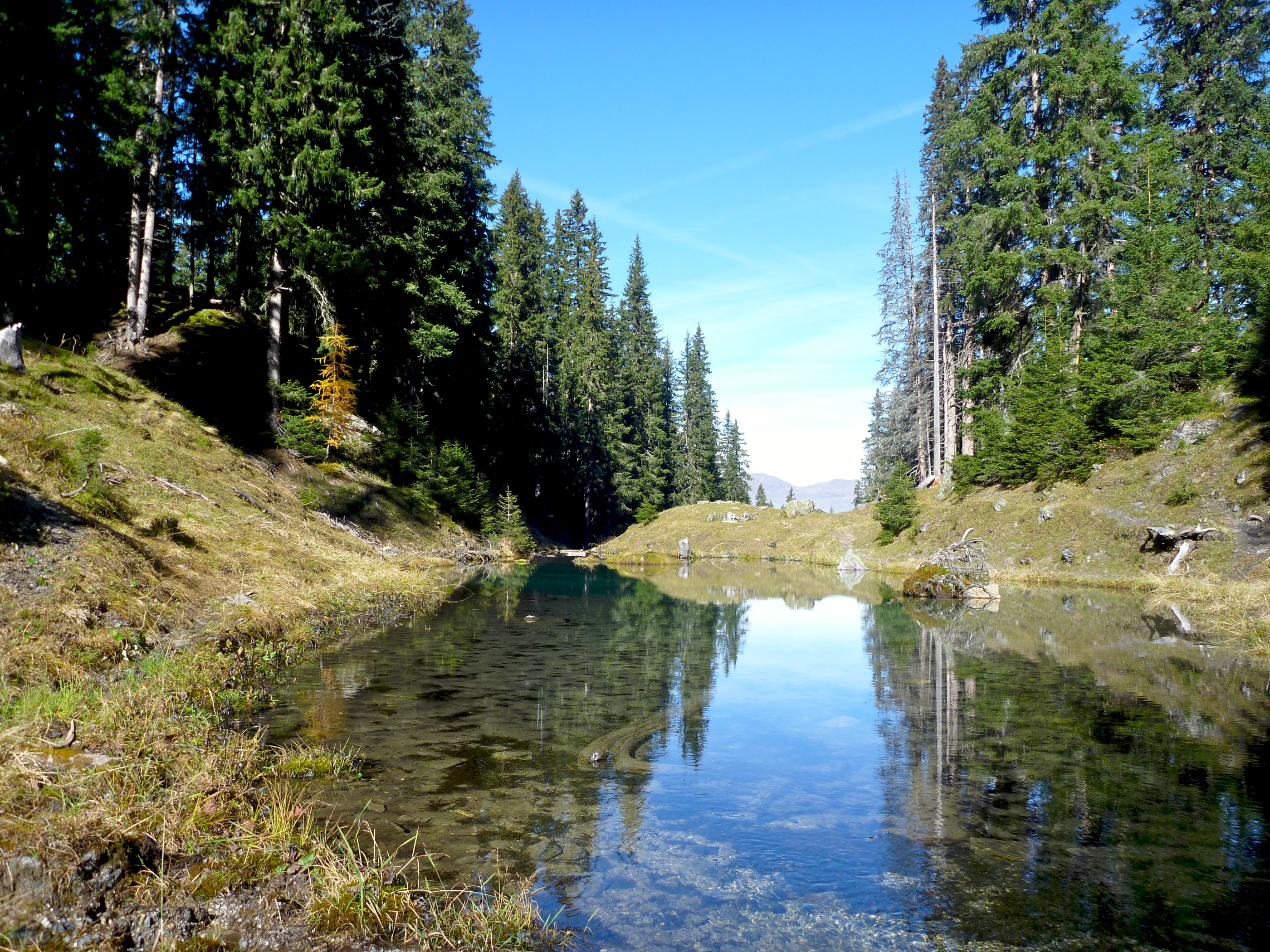
Der Obere Grünsee

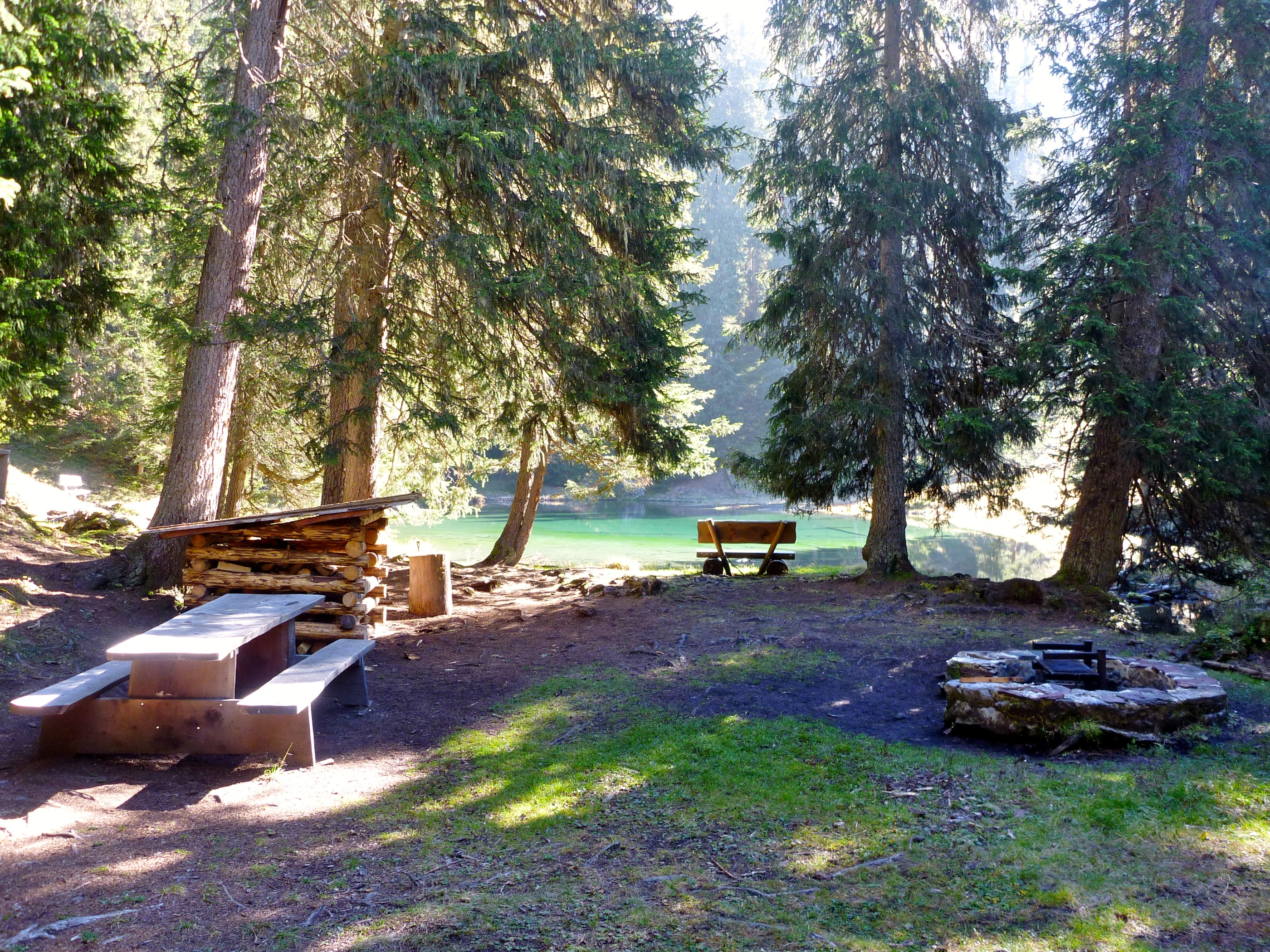
Picknickplatz und Feuerstelle am Unteren Grünsee

Der auf 1834 m gelegene Obere Grünsee wird direkt von einer am Südufer gelegenen Quelle gespeist. Das eiskalte, grünlich schimmernde Wasser entspringt der abgerutschten Nordwestflanke des Chlein Furggahorn, einem Gipfel der Aroser Dolomiten. Der wenig tiefe Obere Grünsee verfügt über keine Fischgründe, gelegentlich brüten dort jedoch Stockenten. Es liegen ebenfalls Baumstämme am Seegrund. Der Abfluss des Sees führt direkt in den Unteren Grünsee.

## Nutzung
Die beiden Grünseen sind von der Isel her durch einen rot-weiss-roten Bergwanderweg erschlossen, der weiter Richtung Maienfelder Furgga und zum Schiesshorn führt. Insbesondere der Untere Grünsee ist mit seiner interessant gelegenen Feuerstelle und dem Picknickplatz am Nordufer ein beliebter Anziehungspunkt für Familien, Wanderer und Mountainbiker. Die Seen stehen wie das gesamte Gebiet des Furggawalds im Eigentum der Stadt Maienfeld, die sie für eine weitere Nutzung nicht freigegeben hat. Im Winter sind die Grünseen ganz der Natur überlassen.

## Varia
1915 veröffentlichte der frühere Kurdirektor und Pfarrer August Jenny – ein Vorfahre Pascal Jennys – im Aroser Fremdenblatt die Geschichte "Der Grünsee – Eine Erzählung aus dem alten Arosa".
Am 2. Oktober 2015 war das Gebiet rund um die Grünseen Schauplatz des Langdistanz-Orientierungslauf-Weltcups 2015.